# Boismorand
Boismorand – miejscowość i gmina we Francji, w Regionie Centralnym, w departamencie Loiret.
Według danych na rok 1990 gminę zamieszkiwały 574 osoby, a gęstość zaludnienia wynosiła 23 osoby/km² (wśród 1842 gmin Regionu Centralnego Boismorand plasuje się na 623. miejscu pod względem liczby ludności, natomiast pod względem powierzchni na miejscu 496.).